# Arrangement avec répétition
Pour les articles homonymes, voir Arrangement (homonymie).
Un arrangement avec répétition, en mathématiques, se produit lorsqu'on range dans un certain ordre k objets, choisis parmi n objets discernables, chaque objet pouvant être répété. On peut représenter ces différents arrangements par des k-uplets. Par exemple, quand on tire successivement avec remise k boules dans une urne contenant n boules numérotées de 1 à n, on peut représenter ces tirages par des k-uplets de boules ou par des applications de {1, 2, …, k} dans l'ensemble des boules. 

## Définition
Étant donnés un ensemble fini E et un entier naturel k, un arrangement avec répétition de k éléments de E est un k-uplet d'éléments de E (un élément de la puissance cartésienne Ek), autrement dit : une application de {1, 2, …, k} dans E.

## Nombre d'arrangements avec répétition
Le nombre d'arrangements avec répétition de k éléments d'un ensemble fini de cardinal n est égal à nk.
C'est aussi le nombre d’applications d'un ensemble à k éléments vers un ensemble à n éléments.

## Exemple
En morse, les mots sont écrits avec un alphabet de deux symboles ─ et ●. Soit k un entier naturel. Un mot de k lettres est un k-arrangement avec répétition de l'ensemble { ─ , ● }, donc il y a 2k mots d'exactement k lettres.